# Elva kommun
Elva kommun (estniska: Elva vald) är en kommun i landskapet  Tartumaa i södra Estland. Staden Elva utgör kommunens centralort.
Kommunen bildades den 24 oktober 2017 genom en sammanslagning av staden Elva, kommunerna Konguta, Puhja, Rannu och Rõngu samt Palupera  kommun (förutom byarna Lutike, Makita, Miti, Neeruti, Nõuni, Päidla och Räbi) samt en del av Puka kommun (byarna Aakre, Palamuste, Pedaste, Purtsi, Pühaste och Rebaste).

## Orter
I Elva kommun finns en stad, sex småköpingar och 78 byar.

### Städer
- Elva (centralort)

### Småköpingar
- Kureküla
- Käärdi
- Puhja
- Rannu
- Rõngu
- Ulila

### Byar
- Aakre
- Annikoru
- Astuvere
- Atra
- Ervu
- Hellenurme
- Härjanurme
- Järvaküla
- Järveküla
- Kaarlijärve
- Kaimi
- Kalme
- Kapsta
- Karijärve
- Kipastu
- Kirepi
- Kobilu
- Konguta
- Koopsi
- Koruste
- Kulli
- Kureküla
- Kurelaane
- Kõduküla
- Käo
- Külaaseme
- Lapetukme
- Lembevere
- Lossimäe
- Majala
- Metsalaane
- Mõisanurme
- Mäelooga
- Mäeotsa
- Mäeselja
- Mälgi
- Nasja
- Neemisküla
- Noorma
- Paju
- Palamuste
- Palupera
- Palupõhja
- Pastaku
- Pedaste
- Piigandi
- Poole
- Poriküla
- Purtsi
- Pööritsa
- Pühaste
- Raigaste
- Rannaküla
- Rebaste
- Ridaküla
- Rämsi
- Saare
- Sangla
- Suure-Rakke
- Tamme
- Tammiste
- Teedla
- Teilma
- Tilga
- Tännassilma
- Uderna
- Urmi
- Utukolga
- Vahessaare
- Valguta
- Vallapalu
- Vehendi
- Vellavere
- Verevi
- Vihavu
- Võllinge
- Võsivere
- Väike-Rakke